# 3-isopropilmalato deidrogenasi
La 3-isopropilmalato deidrogenasi è un enzima appartenente alla classe delle ossidoreduttasi, che catalizza la seguente reazione:
(1a) (2R,3S)-3-isopropilmalato + NAD+ ⇄ (2S)-2-isopropil-3-ossosuccinato + NADH + H+
(1b) (2S)-2-isopropil-3-ossosuccinato → 4-metil-2-ossopentanoato + CO2 (reazione spontanea)
Il prodotto, (2S)-2-isopropil-3-ossosuccinato, viene spontaneamente decarbossilato ad ottenere 4-metil-2-ossopentanoato.